# Limba sanscrită

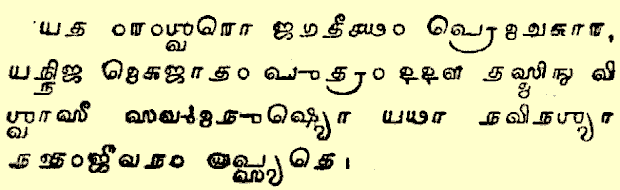
Fragment scanat din Biblia scrisă în sanscrită, publicată la 1863 (azi, acest exemplar nu mai e protejat de drepturile de proprietate intelectuală).

Limba sanscrită (în sanscrită संस्कृतम्) este una dintre primele limbi indo-europene scrise. Considerată o limbă clasică, este și una din limbile contemporane oficiale ale Indiei. În India, există în jur de 200.000 de vorbitori fluenți, toți nenativi, ai acestei limbi. În ultimii ani au fost multe proiecte pentru a aduce din nou la viață această limbă antică, care, deși „moartă”, trăiește datorită vorbitorilor săi nenativi, toți având o educație aleasă. La perfecționarea gramaticii limbii sanscrite, o contribuție esențială au avut-o marii gramaticieni Panini și Patañjali. 
Cele mai vechi fabule cunoscute sunt cele din Pañchatantra, o colecție de fabule în limba sanscrită.

## Răspândire
Sanscrita era comună în nordul Indiei ca fiind una dintre limbile epigrafiei petroglifă din secolul I î.Hr. Sanscrita nu ar trebui considerată limba unui popor, ci ca limbă a unei anumite culturi, obișnuită, încă din antichitate, doar în elita socială. Această cultură este reprezentată, în principal, de textele religioase hinduse și, asemenea limbilor latină și greacă în Occident, sanscrita din Est în secolele următoare a devenit limbajul comunicării interculturale a oamenilor de știință și a figurilor religioase.
În prezent, sanscrita este una dintre cele 22 de limbi oficiale ale Indiei.

## Impactul asupra altor limbi și culturi
Limba sanscrită a influențat dezvoltarea limbilor indiene și a altor limbi care se aflau în cultura sanscrită sau budistă. În India, sanscrita este folosită ca limbă umanistă și religioasă, într-un cerc îngust ca limbă vorbită. Lucrările de literatură artistică, religioasă, filosofică, juridică și științifică au fost scrise în sanscrită, influențând cultura sud-estică și central-asiatică și Europa de Vest. Lucrările de lingvistică și de gramatică din sanscrită, adunate de Panini în Ashtadhyayi ("Opt cărți"), au fost cele mai vechi lucrări din istoria învățării limbilor străine. Ele au influențat apariția morfologiei și a multor discipline lingvistice în Europa.